# Villacidro
Villacidroⓘ ([villaˈʧidro]) – miejscowość i gmina we Włoszech, w regionie Sardynia, w prowincji Sud Sardynia.
Według danych na rok 2004 gminę zamieszkiwało 14 596 osób, 79,8 os./km².